# Diez de Mayo
Diez de Mayo är en ort i Mexiko.   Den ligger i kommunen San Pedro och delstaten Coahuila, i den centrala delen av landet, 800 km nordväst om huvudstaden Mexico City. Diez de Mayo ligger 1 108 meter över havet och antalet invånare är 281.
Terrängen runt Diez de Mayo är mycket platt. Runt Diez de Mayo är det glesbefolkat, med 9 invånare per kvadratkilometer. Närmaste större samhälle är San Antonio del Coyote, 15,2 km sydväst om Diez de Mayo. Trakten runt Diez de Mayo består till största delen av jordbruksmark.